# Стадион Измир Ататурк
Стадион Измир Ататурк (тур. İzmir Atatürk Stadyumu) је вишенаменски стадион у Измиру, Турска.  Име је добио по турском државнику Мустафи Кемалу Ататурку. Углавном се користи за фудбалске утакмице, а повремено и за атлетске догађаје. Стадион прима 51.295 људи.  Отворен је 1971. године, а последњи пут реновиран 2005. Фудбалски тимови Измира Алтај С.К. и Карцијака С.К. повремено користити стадион за утакмице са великом посећеношћу. Стаза за трчање на стадиону Измир Ататурк има десет трака.
Стадион је био домаћин Медитеранских игара 1971, Исламских игара 1980. и Летње Универзијаде 2005. године. Стадион је такође био домаћин финала Турског купа 2009. године у којем је Бешикташ победио Фенербахче са 4 : 2 и освојио куп по 8. пут.

## Рекорди
| Ранг | Посећеност | Датум              | Утакмица                      |
| ---- | ---------- | ------------------ | ----------------------------- |
| 1    | 68.034     | 31. октобар 1976.  | Турска – Малта                |
| 2    | 67.696     | 16. мај 1981.      | Кершијака КС – Гозтепе КС[A]  |
| 3    | 66.701     | 21. јануар 1973.   | Галатасарај – Фенербахче      |
| 4    | 62.825     | 12. октобар 1971.  | Француска, аматери – Турска Б |
| 5    | 62.200     | 30. јануар 1989.   | Алтај – Фенербахче            |
| 6    | 61.810     | 24. август 1994.   | Галатасарај – Авенир Беген    |
| 7    | 59.406     | 15. новембар 1987. | Алтај – Галатасарај           |

A. ^  Пријављено је да је званично присуствовало 67.696, али се верује да је стварна бројка негде између 80.000 и 85.000.